# Henry Paulet (16e marquis de Winchester)
Henry William Montagu(e) Paulet, 16e marquis de Winchester (30 octobre 1862 - 28 juin 1962) est un noble, militaire, sportif, homme politique et homme d'affaires anglais.
Après une jeunesse consacrée en grande partie aux voyages et à la chasse, il devient Lord Lieutenant du Hampshire et président du Hampshire County Council, puis sert dans le Hampshire Regiment et la Brigade des fusiliers britannique pendant la Première Guerre mondiale. Dans les années 1920, il est associé en affaires avec Clarence Hatry, ce qui conduit à sa faillite en 1930. Lorsqu'il meurt à Monte-Carlo à l'âge de 99 ans, il est le plus âgé des membres de la Chambre des lords.

## Jeunesse
Fils cadet de John Paulet (14e marquis de Winchester) de son mariage avec Mary Montagu, fille de Henry Robinson-Montagu (6e baron Rokeby), il fait ses études à la Royal Naval Academy de Burney, à Gosport, avant de voyager beaucoup, chassant le gros gibier dans les montagnes Rocheuses et visitant l'Inde, Ceylan, Chine et Japon. En 1891, il se rend en Afrique du Sud, où il devient ami et compagnon de chasse de Cecil Rhodes,.
Il hérite des titres de famille et des domaines en 1899 à la mort de son frère aîné, Augustus Paulet (15e marquis de Winchester),, qui est tué au combat à la bataille de Magersfontein.
Comme Paulet n'a pas d'enfants, après sa mort en 1962, le titre passe à Richard Charles Paulet (1905-1968), son cousin, descendant de Charles Paulet (13e marquis de Winchester).

## Carrière
Il est Lord Lieutenant du Hampshire et Custos Rotulorum de 1904 à 1917, président du conseil du comté de Hampshire de 1904 à 1909 et président de l'Association territoriale de 1909 à 1917.
Lord Winchester est nommé sous-lieutenant dans le régiment Yeomanry Hampshire Carabiniers le 16 janvier 1901, mais démissionne de sa commission en août 1902, conservant son grade. Pendant la Première Guerre mondiale, il est lieutenant dans le 3e bataillon du Hampshire Regiment et plus tard capitaine dans les carabiniers du Hampshire et major dans la 13e brigade de fusiliers. Il sert dans le corps expéditionnaire britannique en France de 1915 à 1917.
Au cours des années 1920, il entre dans le monde des affaires en association avec Clarence Hatry et devient administrateur de plusieurs sociétés de Hatry. Le 20 septembre 1929, la Bourse de Londres suspend toutes les actions du groupe Hatry et Hatry avoue des fraudes et des faux. Neuf jours plus tard, le crash de Wall Street commence. En avril 1930, devant la Haute Cour, une société de courtage réussit à rendre Winchester personnellement responsable de leur payer 2 996 £, plus leurs frais de justice, en rapport avec des actions qu'il a achetées «pour le compte d'Austin Friars Trust», une société d'Hatry. Cependant, en jugeant les plaignants, le magistrat, le juge Hawke, décrit Winchester comme une «personne honnête et intègre» qui disait sans aucun doute ce qu'il croyait être la vérité. Le 8 novembre 1930, Winchester est déclaré en faillite, et passe par la suite la plupart de sa vie à l'étranger. En 1932, il est libéré de la faillite. Il est co-directeur général de la City of London Electric Lighting Company Limited de 1915 à 1928.
En Angleterre, il vit à Amport House près d'Andover et à 1, Portland Place, Westminster. Pendant la Seconde Guerre mondiale, Amport House est occupé par le commandement de la maintenance de la RAF. Winchester est mort à Monte-Carlo le 28 juin 1962 à l'âge de quatre-vingt-dix-neuf ans,. Pendant plus d'un an, il est le plus âgé des membres de la Chambre des lords, ayant dépassé le record détenu auparavant par Hardinge Giffard (1823–1921).

## Vie privée
En 1892, Henry Paulet épouse Charlotte Howard, fille du colonel Howard de Ballina Park, comté de Wicklow, et veuve de Samuel Garnett d'Arch Hall, comté de Meath. Après sa mort en 1924, et maintenant le marquis de Winchester, il épouse Caroline, la veuve du major Claud Marks du Highland Light Infantry ; elle est décédée en 1949 et en 1952, il épouse Bapsy Pavry, fille de Khurshedji Pavry, grand prêtre en Inde des parsis. Il n'a aucun enfant survivant.